# Machimus thoracius
Machimus thoracius là một loài ruồi trong họ Asilidae. Machimus thoracius được Loew miêu tả năm 1849. Loài này phân bố ở vùng Cổ Bắc giới.